# Teteven
Teteven (búlgaro:Тетевен) é uma cidade da Bulgária, localizada no distrito de Lovech. A sua população era de 10,613 habitantes segundo o censo de 2010.

## Geografia
Está localizada em uma área montanhosa, nos contrafortes das montanhas dos Balcãs, entre os picos Ostrich, Petrahilya, Cherven, Treskavets e Vezhen. O rio Vit serpenteia pela cidade. A altitude do distrito de Teteven varia de 340 a 2100 metros, alcançando 415 metros no centro da cidade . O clima é temperado continental, com invernos frios e verões frescos. O território de Teteven é de cerca de 697 km², o que representa 16,86% do território do distrito de Lovech.
| Teteven | Teteven | Teteven | Teteven | Teteven | Teteven | Teteven | Teteven | Teteven | Teteven | Teteven | Teteven | Teteven | Teteven | Teteven | Teteven | Teteven | Teteven | Teteven | Teteven |
| --- | ------- | ------- | ------- | ------- | ------- | ------- | ------- | ------- | ------- | ------- | ------- | ------- | ------- | ------- | ------- | ------- | ------- | ------- | ------- |
| Ano | 1887    | 1910    | 1934    | 1946    | 1956    | 1965    | 1975    | 1985    | 1992    | 2001    | 2002    | 2003    | 2004    | 2005    | 2006    | 2007    | 2008    | 2009    | 2010    |
| População |         |         |         | 4,817   | 7,995   | 9,810   | 12,582  | 12,753  | 12,567  | 11,498  | 11,427  | 11,260  | 11,064  | 10,995  | 10,954  | 10,870  | 10,713  | 10,706  | 10,613  |
| Fontes: Instituto Nacional de Estatísticas, „citypopulation.de“, „pop-stat.mashke.org“, Bulgarian Academy of Sciences |         |         |         |         |         |         |         |         |         |         |         |         |         |         |         |         |         |         |         |